# Yuhang
Der Stadtbezirk Yuhang  (chinesisch 餘杭區 / 余杭区, Pinyin Yúháng Qū) ist ein Stadtbezirk der Unterprovinzstadt Hangzhou, der Hauptstadt der Provinz Zhejiang in der Volksrepublik China. Yuhang hat eine Fläche von 944,8 km² und zählt 1.226.673 Einwohner (Stand: Zensus 2020).
Neolithische Stätten der Liangzhu-Kultur liegen auf seinem Gebiet.